# Diesel
Diesel S.p.A. (рус. «Ди́зал») — итальянская дизайнерская компания, а также торговая марка модной одежды и аксессуаров деним-направления. Компания принадлежит основателю Ренцо Россо, и находится в городке Мольвене на севере Италии. Diesel входит в холдинг Only the Brave с оборотом около 1,5 млрд евро, в который также включаются производственная компания Staff International, бренды Maison Margiela, Viktor & Rolf и др.

## История
В 1978 году Ренцо Россо и его бывший начальник Адриано Гольдшмид (Adriano Goldschmied) из AG Jeans решили основать новую компанию, которой и стал Diesel. В истории компании главными датами являются 1985 год, когда Ренцо стал полным владельцем компании, 1988 год, когда он нанял выпускника колледжа мод Уилберта Даса (Wilbert Das) на должность ведущего дизайнера и креативного директора, 1991 год, когда компания ввела международную маркетинг-стратегию, и 1996 — год открытия первого крупного фирменного магазина Diesel в Нью-Йорке на Lexington Avenue). В феврале 2007 года компания начала выпуск линейки интимной и пляжной одежды для мужчин и женщин.

## Деятельность
Под маркой Diesel выпускается одежда, обувь, линия предметов интерьера, украшений, аксессуаров. Были выпущены даже автомобиль Fiat 500 и мотоцикл Ducati от Diesel. Сама компания не занимается производством, размещая заказы на стороне, причем по состоянию на 2012 год 40 % продукции, выпускаемой под маркой Diesel, производилось на итальянских фабриках, а 60 % — в других странах.
Самый большой фирменный магазин Diesel находится в Милане.
Сейчас в компании работают около 2200 работников в 18 филиалах в Европе, Азии и Америке. Её продукция доступна в 5000 розничных магазинах, из которых около 300 являются фирменными магазинами Diesel. Среднегодовые продажи достигали приблизительно 1,2 млрд евро в 2005 году и 1,3 млрд в 2009 году. Доход компании в основном обеспечен продажами взрослой продукции, но также существенный вклад вносит линейка детской одежды — Diesel Kid.

### Diesel в России
В России товары Diesel были официально представлены ещё с 1990-х годов, но в 2008 году все магазины, кроме магазина Diesel в городе Краснодар, были закрыты. Сама компания связывала это с выходом торговой марки в более высокую ценовую категорию и поиском нового продавца на российском рынке. В 2012 году у компании было четыре магазина в Москве, а всего в России — около 70 точек продаж. В июле 2020 года в Москве вновь открылся первый флагманский бутик в торговом центре «Атриум». В Июне 2022 в самом центре города Сочи состоялось открытие фирменного бутика Diesel в формате отдельно стоящего бутика. А в 2024 году состояло открытие в Адлере в ТРЦ Плаза Сити.

## Иллюстрации

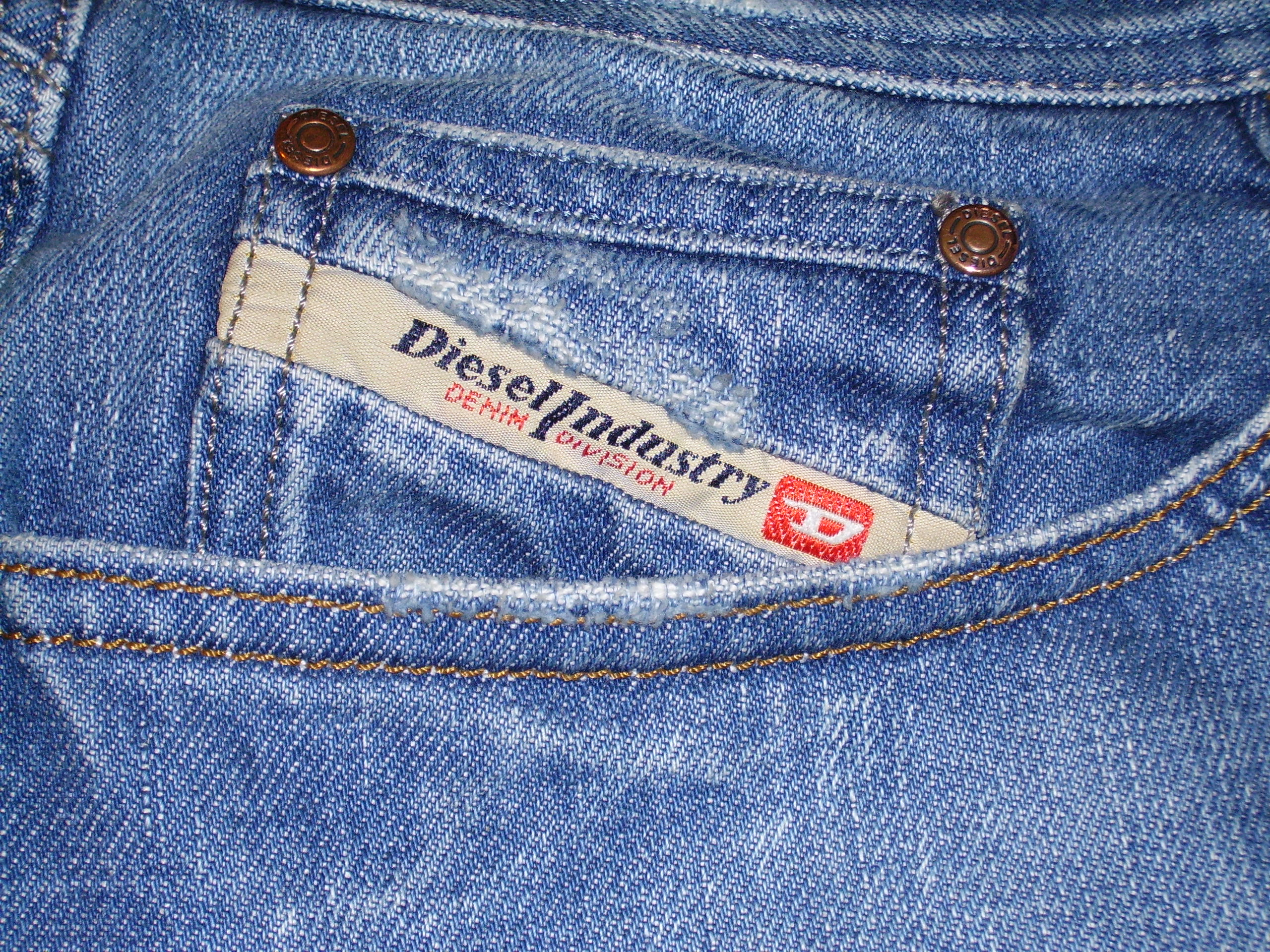
Элемент джинсов Diesel
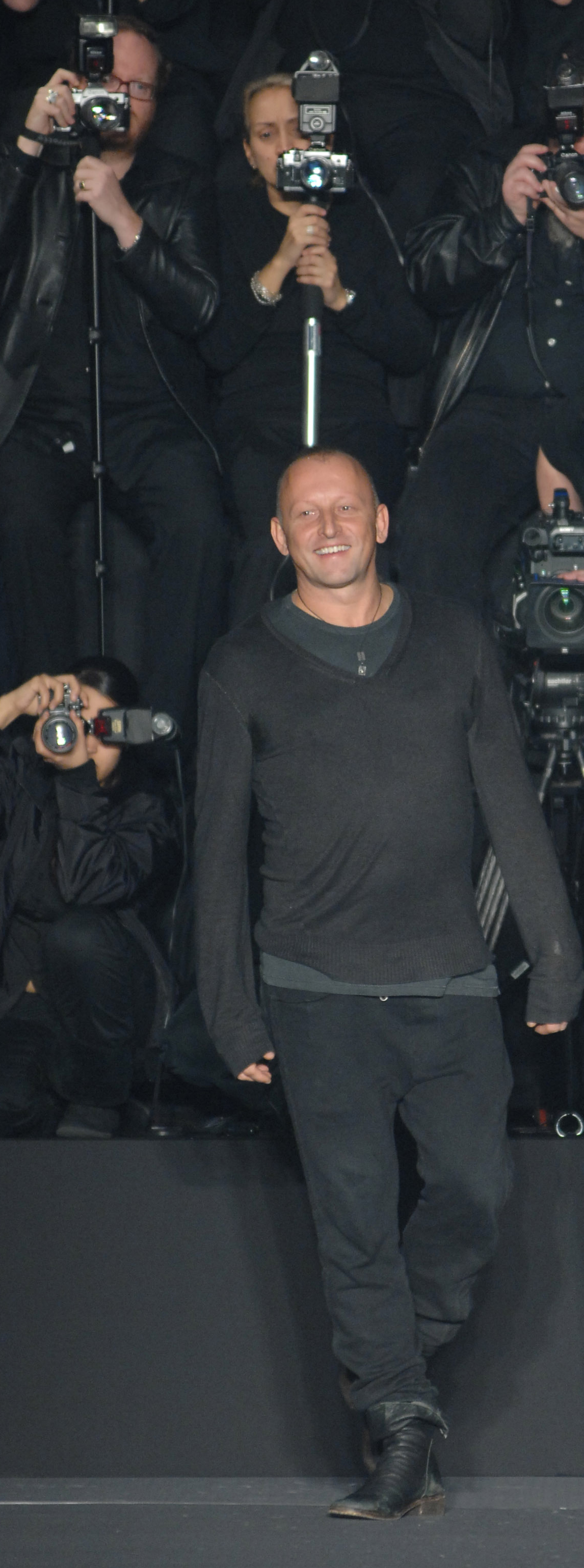
Креативный директор компании Wilbert Das